# Law School
Law School (로스쿨?, RoseukeulLR) è una serie televisiva sudcoreana trasmessa su JTBC dal 14 aprile al 9 giugno 2021. Internazionalmente è distribuita da Netflix.

## Trama
Durante la simulazione di un processo, un professore viene trovato morto all'interno della scuola di legge dell'Hankuk University. Il suo collega Yang Jong-hoon viene arrestato come principale sospettato, e i suoi studenti Kang Sol-a e Han Joon-hwi si adoperano per risolvere il caso e dimostrare la sua innocenza.

## Personaggi e interpreti
- Yang Jong-hoon, interpretato da Kim Myung-min
- Han Joon-hwi, interpretato da Kim Bum
- Kang Sol-a, interpretata da Ryu Hye-young
- Kim Eun-sook, interpretata da Lee Jung-eun